# Бомон-де-Ломань
Бомо́н-де-Лома́нь (фр. Beaumont-de-Lomagne) — муніципалітет у Франції, у регіоні Окситанія, департамент Тарн і Гаронна. Населення — 3768 осіб (01.01.2021).
Муніципалітет розташований на відстані близько 570 км на південь від Парижа, 50 км на північний захід від Тулузи, 33 км на південний захід від Монтобана.

## Історія
До 2015 року муніципалітет перебував у складі регіону Південь-Піренеї. Від 1 січня 2016 року належить до нового об'єднаного регіону Окситанія.

## Демографія
Динаміка населення (INSEE ):
Розподіл населення за віком та статтю (2006):
| Стать | Всього | До 15 років | 15-24 | 25-44 | 45-64 | 65-85 | Понад 85 |
| --- | ------ | ----------- | ----- | ----- | ----- | ----- | -------- |
| Чоловіки | 1683   | 250         | 155   | 481   | 428   | 336   | 33       |
| Жінки | 1974   | 266         | 189   | 417   | 485   | 490   | 127      |
| \| Статево-вікова піраміда \| Статево-вікова піраміда \| Статево-вікова піраміда \| \| ----------------------- \| ----------------------- \| ----------------------- \| \| Чоловіки \| Вік \| Жінки \| \| 33 \| 85 + \| 127 \| \| 70 \| 80-84 \| 161 \| \| 75 \| 75-79 \| 125 \| \| 104 \| 70-74 \| 96 \| \| 87 \| 65-69 \| 108 \| \| 95 \| 60-64 \| 113 \| \| 117 \| 55-59 \| 132 \| \| 115 \| 50-54 \| 147 \| \| 101 \| 45-49 \| 93 \| \| 154 \| 40-44 \| 123 \| \| 124 \| 35-39 \| 111 \| \| 128 \| 30-34 \| 98 \| \| 75 \| 25-29 \| 85 \| \| 72 \| 20-24 \| 79 \| \| 83 \| 15-20 \| 110 \| \| 78 \| 10-14 \| 78 \| \| 91 \| 5-9 \| 119 \| \| 81 \| 0-4 \| 69 \| |        |             |       |       |       |       |          |
| Статево-вікова піраміда |        |             |       |       |       |       |          |
| Чоловіки | Вік    | Жінки       |       |       |       |       |          |
| 33 | 85 +   | 127         |       |       |       |       |          |
| 70 | 80-84  | 161         |       |       |       |       |          |
| 75 | 75-79  | 125         |       |       |       |       |          |
| 104 | 70-74  | 96          |       |       |       |       |          |
| 87 | 65-69  | 108         |       |       |       |       |          |
| 95 | 60-64  | 113         |       |       |       |       |          |
| 117 | 55-59  | 132         |       |       |       |       |          |
| 115 | 50-54  | 147         |       |       |       |       |          |
| 101 | 45-49  | 93          |       |       |       |       |          |
| 154 | 40-44  | 123         |       |       |       |       |          |
| 124 | 35-39  | 111         |       |       |       |       |          |
| 128 | 30-34  | 98          |       |       |       |       |          |
| 75 | 25-29  | 85          |       |       |       |       |          |
| 72 | 20-24  | 79          |       |       |       |       |          |
| 83 | 15-20  | 110         |       |       |       |       |          |
| 78 | 10-14  | 78          |       |       |       |       |          |
| 91 | 5-9    | 119         |       |       |       |       |          |
| 81 | 0-4    | 69          |       |       |       |       |          |

## пам'ятники

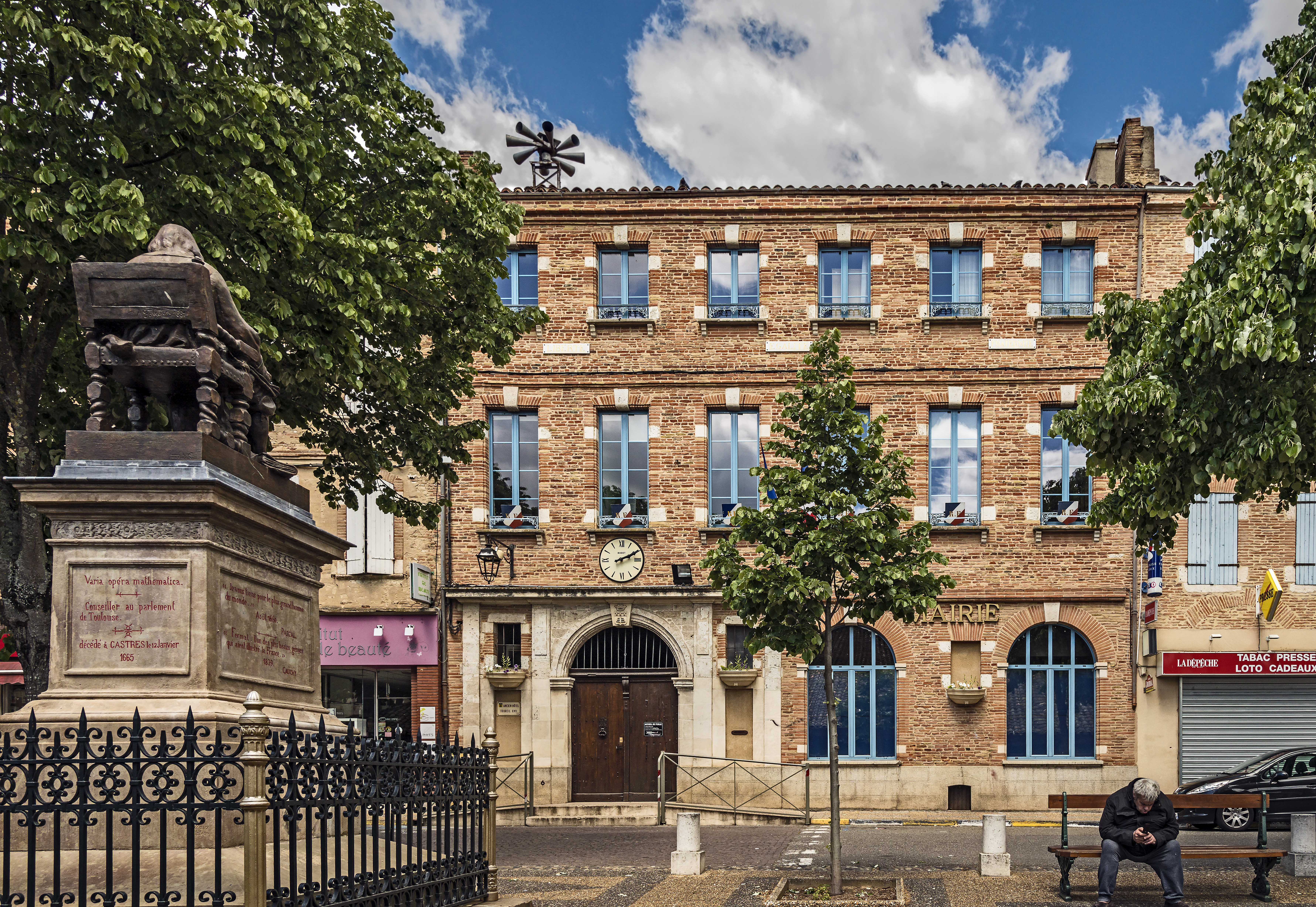
Ратуша
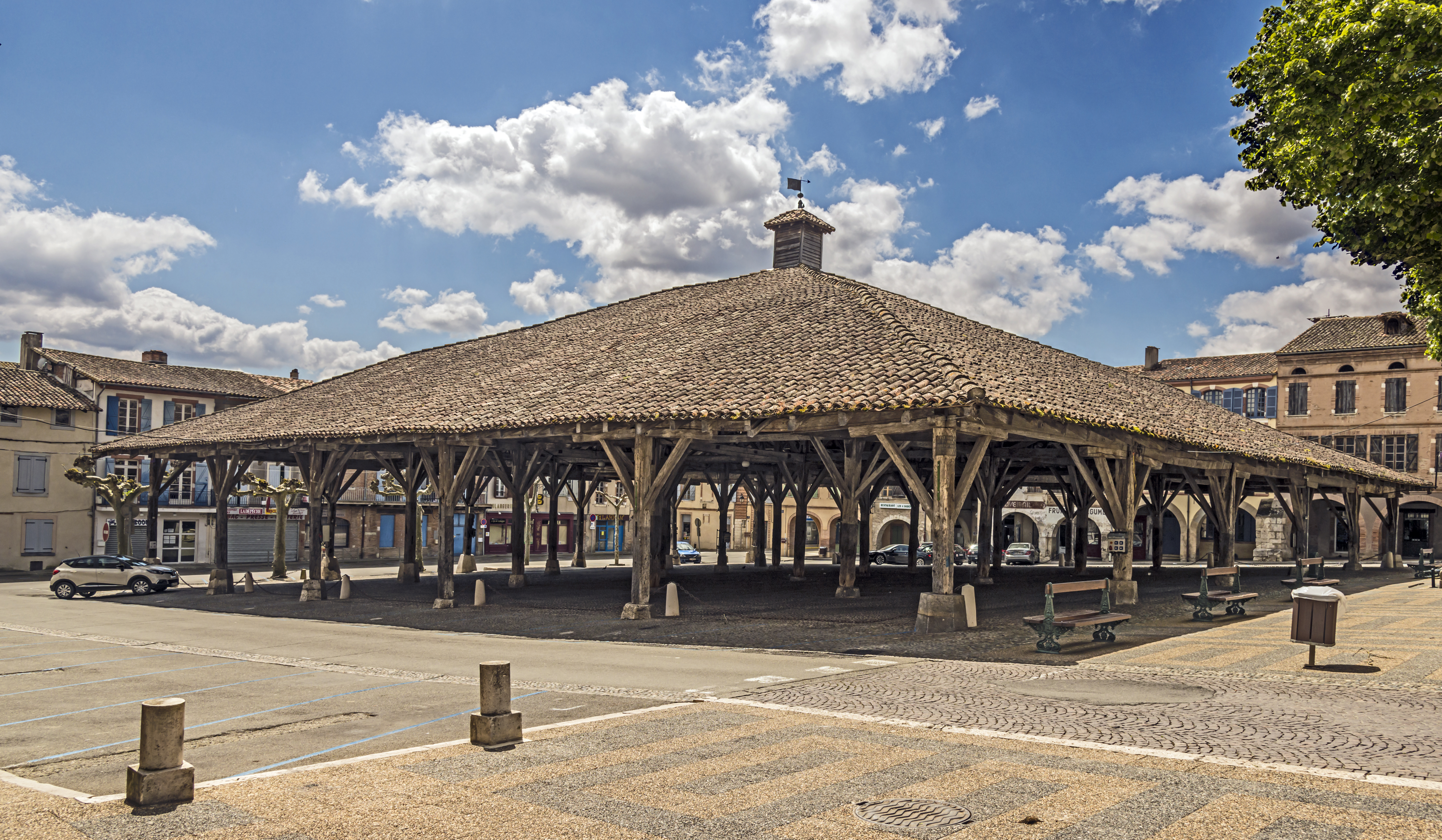
критий ринок
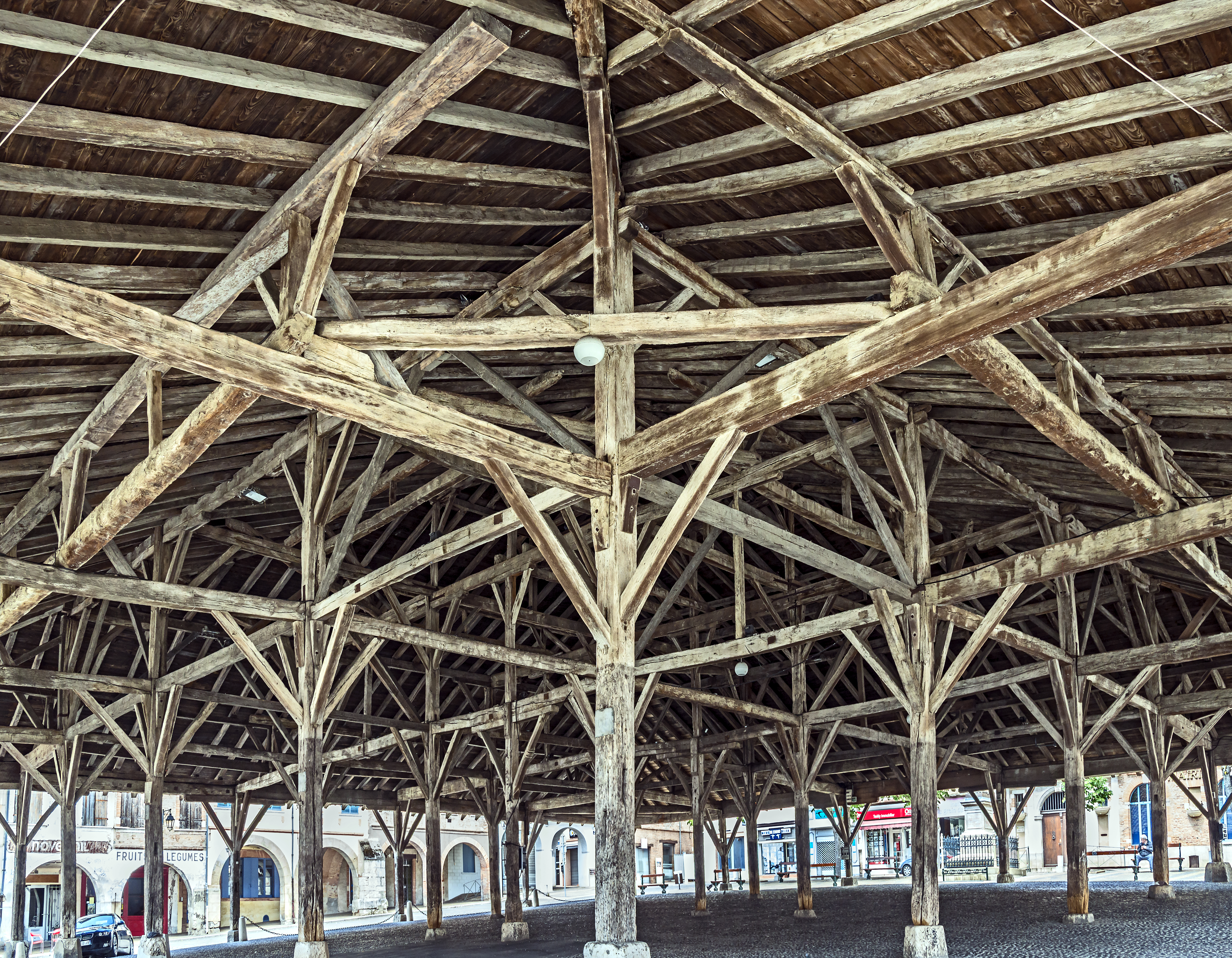
критий ринок
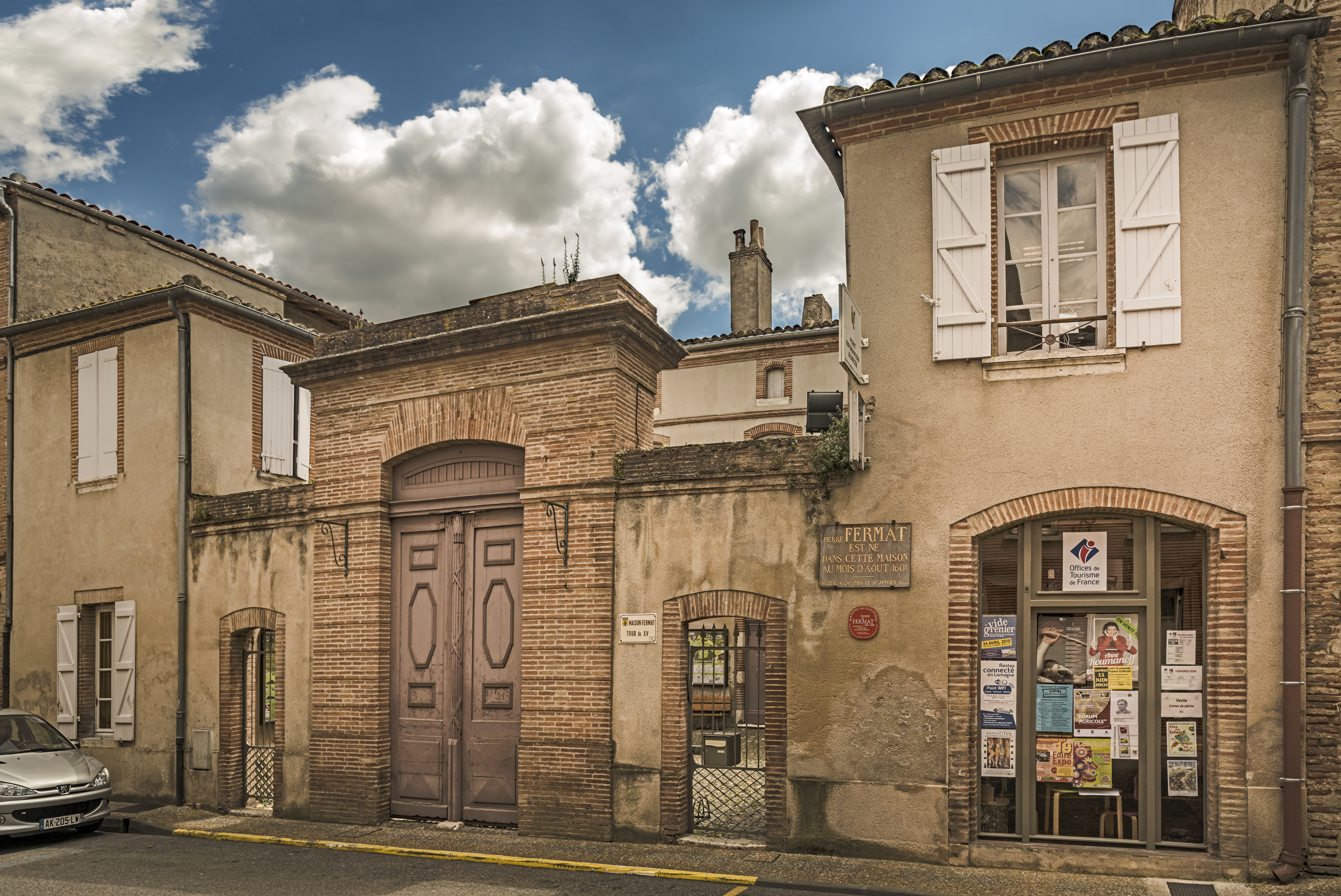
Ферма Будинок
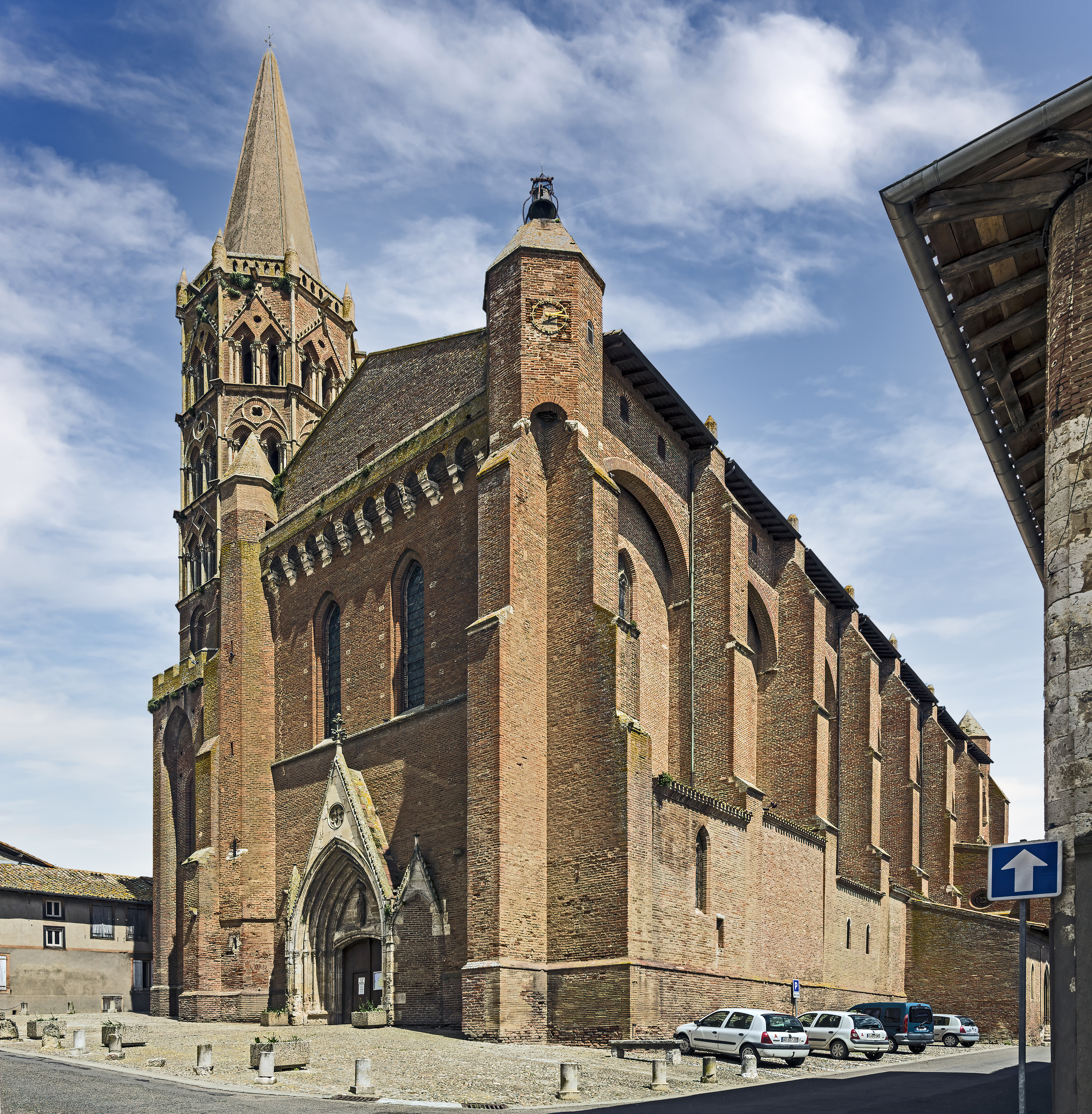
Церква
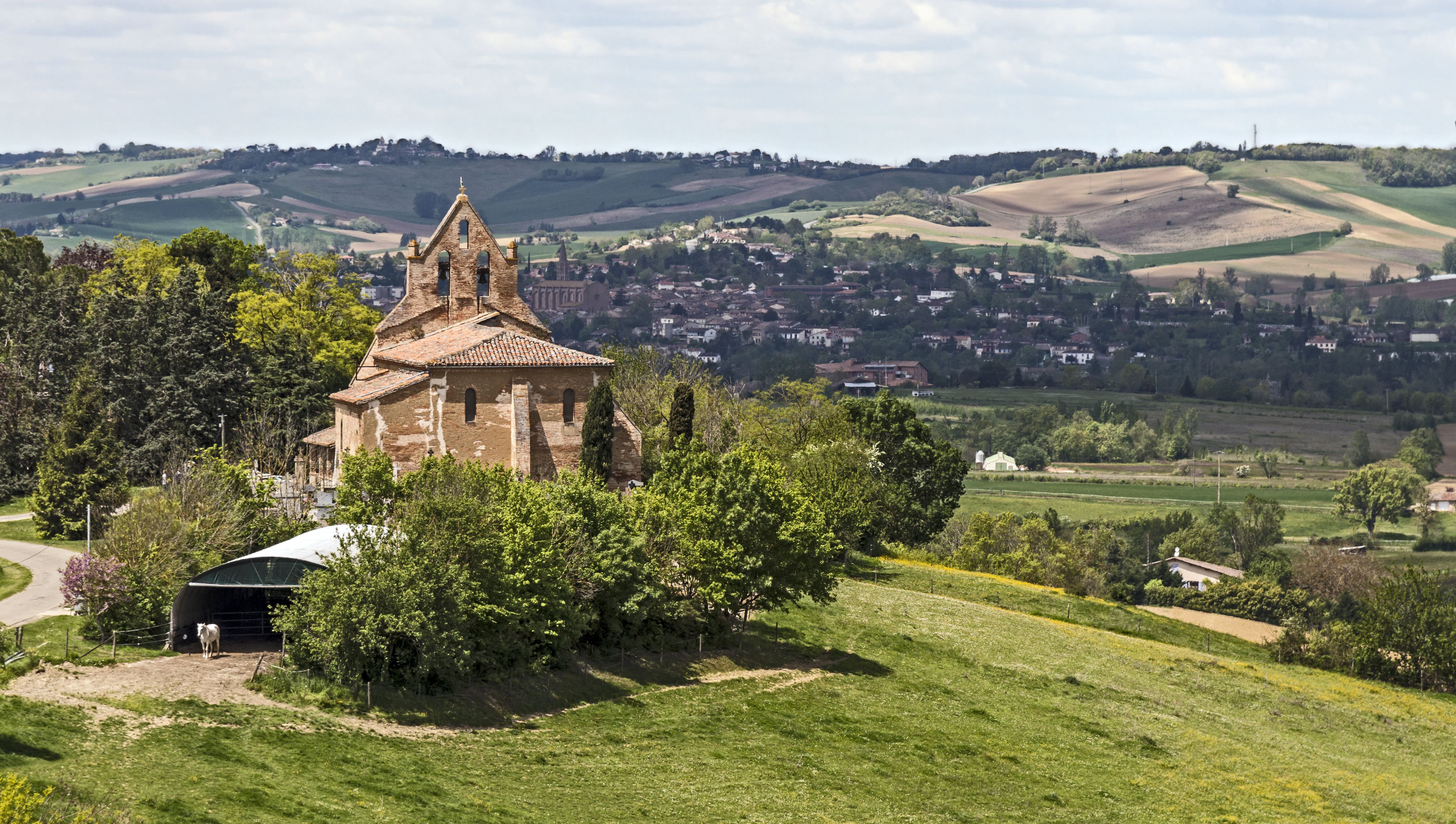
Каплиця St.Jean

## Економіка
2010 року серед 2244 осіб працездатного віку (15—64 років) 1528 були активними, 716 — неактивними (показник активності 68,1%, у 1999 році було 67,4%). З 1528 активних мешканців працювали 1324 особи (720 чоловіків та 604 жінки), безробітними було 204 (100 чоловіків та 104 жінки). Серед 716 неактивних 231 особа була учнем чи студентом, 279 — пенсіонерами, 206 були неактивними з інших причин.

У 2010 році в муніципалітеті числилось 1595 оподаткованих домогосподарств, у яких проживали 3621,0 особи, медіана доходів виносила 16 225 євро на одного особоспоживача